# Avicularia sooretama

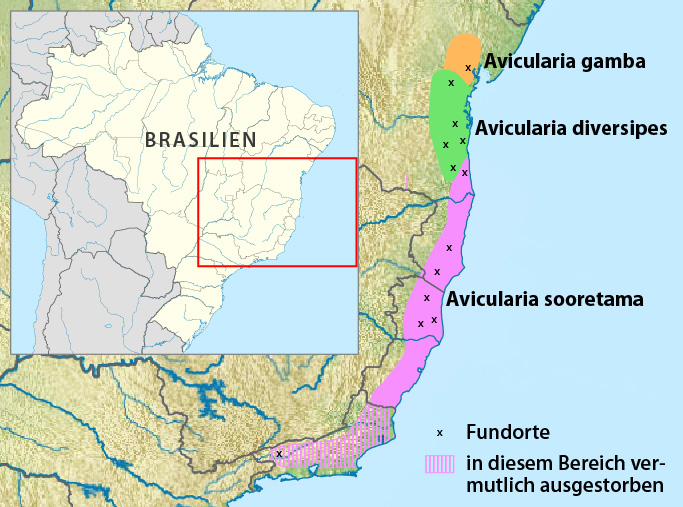

Avicularia sooretama là một loài nhện trong họ Theraphosidae.
Loài này thuộc chi Avicularia. Avicularia sooretama được miêu tả năm 2009 bởi Bertani & Fukushima.

## Hình ảnh

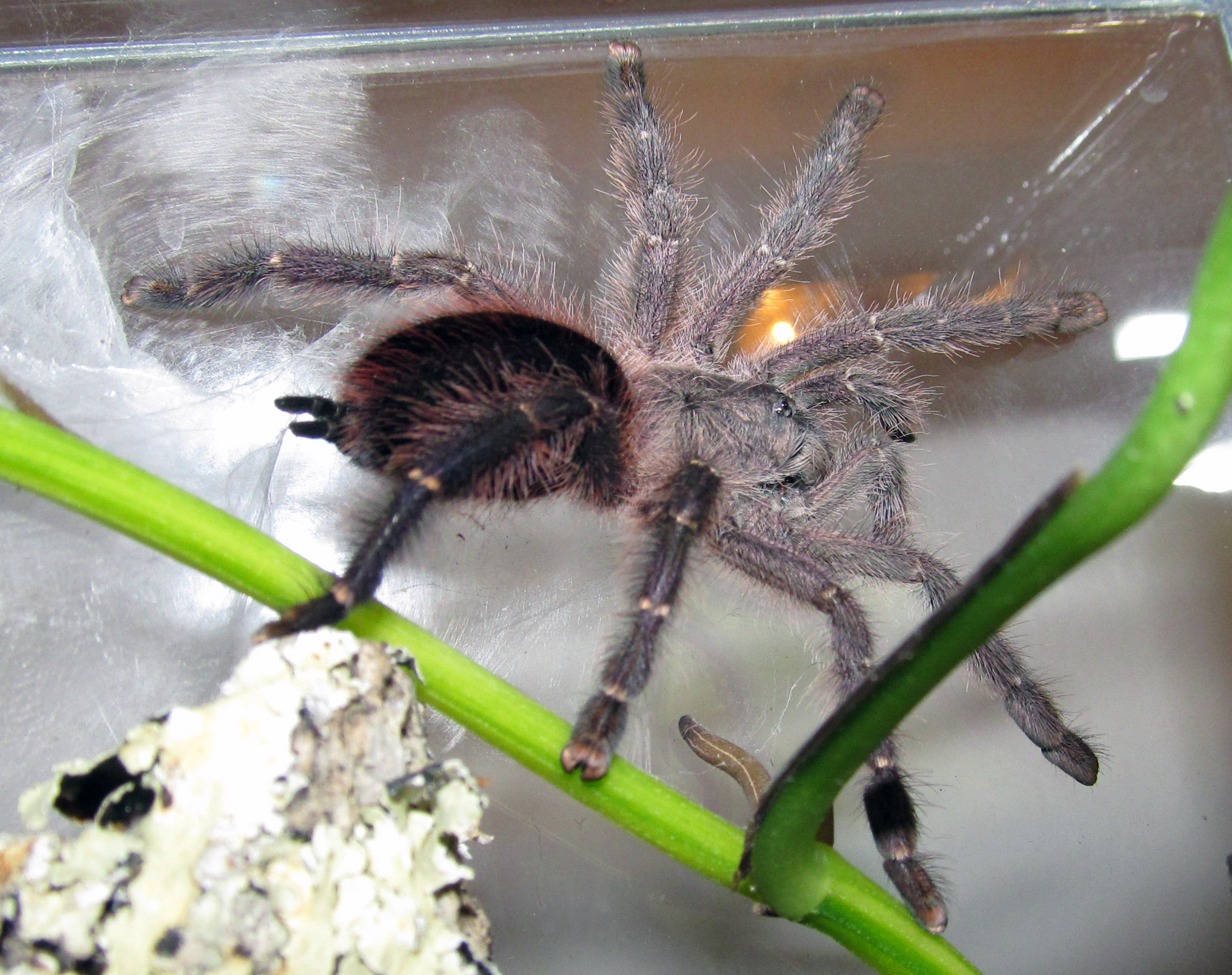